# Michelle Bubenicek
Pour les articles homonymes, voir Bubenicek.
Michelle Bubenicek, née le 9 janvier 1971 à Nantes, est une haute fonctionnaire française.
Archiviste paléographe et professeure des universités, elle est rectrice déléguée pour l'enseignement supérieur, la recherche et l'innovation de la région académique Hauts-de-France depuis le 12 juin 2025, après avoir été directrice de l'École nationale des chartes du 1er septembre 2016 au 11 juin 2025, enseignante-chercheuse et conservatrice du patrimoine.

## Biographie
Fille de Venceslas Bubenicek, Michelle Marguerite Bubenicek naît à Nantes, dans la Loire-Atlantique, le 9 janvier 1971.

### Formation
Michelle Bubenicek est admise huitième sur trente à l'École nationale des chartes à l'issue du concours d'entrée de 1990. Elle y obtient le diplôme d'archiviste paléographe en 1994 après avoir soutenu une thèse d'établissement intitulée Le Pouvoir au féminin: une princesse en politique et son entourage. Yolande de Flandre, comtesse de Bar et dame de Cassel (1326-1395). Elle est major de sa promotion.
Elle est ensuite admise à l'École du patrimoine (promotion Paracelse, 1994) dont elle sort conservateur du patrimoine en 1994.

### Carrière professionnelle
Michelle Bubenicek est affectée à la « conservation-restauration des documents d’archives » au sein de la direction des Archives de France (1995-1999).
Elle est boursière de la fondation Thiers de 1997 à 1998,. Elle obtient un doctorat en histoire à l'Université Paris-Sorbonne avec une thèse intitulée Quand les femmes gouvernent : robe, droit et politique dans la France du XIVe siècle : l'exemple de Yolande de Flandre (1326-1395) et rédigée sous la direction de Michel Parisse. Ce travail est publié en 2002.
Elle est nommée maître de conférences en histoire médiévale en 1999 à l'université de Franche-Comté. Elle obtient une habilitation à diriger des recherches (HDR) en 2010 à l'université Panthéon-Sorbonne . Elle est ensuite nommée professeure d'histoire du Moyen Âge à l'université de Franche-Comté en 2011,, où elle dirige le département d'histoire de 2011 à 2013.
En 2005, elle est brièvement secrétaire de la Société de l'École des chartes. Elle est également membre du conseil de la Société de l'histoire de France (SHF) jusqu'en 2018.
À la mi-mai 2016, candidate à la succession de Jean-Michel Leniaud, elle est choisie comme nouvelle directrice de l'ENC par les deux conseils de l'École, puis nommée par décret du président de la République début juillet,. La seconde femme, après Anita Guerreau-Jalabert, à occuper ce poste, elle prend ses fonctions le 1er septembre suivant. En tant que directrice de l'ENC, elle est nommée au conseil d'administration de l'École nationale supérieure des sciences de l'information et des bibliothèques en décembre 2016 et au conseil scientifique de la Bibliothèque nationale de France en 2021. Elle est reconduite à la tête de l'ENC en 2021, et quitte ce poste en juin 2025.
Elle est nommée rectrice déléguée pour l'enseignement supérieur, la recherche et l'innovation de la région académique Hauts-de-France à compter du 12 juin 2025.

## Travaux et réception
Ayant écrit dans la Bibliothèque de l'École des chartes, le Moyen Âge et la Revue historique, elle est notamment spécialiste du Moyen Âge tardif (XIVe et XVe siècles), de l'histoire de la « genèse de l'État moderne » et de celle des femmes au Moyen Âge.

## Publications
- Avec Louis Cosnier, Solange Lassalle et Odile Welfelé-Capy, Guide de l'archivage au siège du CNRS, Paris, Centre national de la recherche scientifique, 1996, 35 p. (ISBN 2-910986-05-5)
- Quand les femmes gouvernent, droit et politique au XIVe siècle : Yolande de Flandre (préf. Michel Parisse) (thèse de doctorat en histoire remaniée), Paris, École des chartes, coll. « Mémoires et documents de l'École des chartes » (no 64), 2002, 443 + 8 (ISBN 2-900791-49-9, lire en ligne)
- Entre rébellion et obéissance : l'espace politique comtois face au duc Philippe le Hardi (1384-1404), Genève, Droz, coll. « Rayon histoire de la librairie Droz » (no 2), 2013, 774 p. (ISBN 978-2-600-01601-8)
- Meurtre au donjon : l'affaire Huguette de Sainte-Croix, Paris, Presses universitaires de France, 2014, 244 p. (ISBN 978-2-13-061788-4)

## Distinctions
- Prix Madeleine-Lenoir 2002 de la Société de l'École des chartes pour Quand les femmes gouvernent, droit et politique au XIVe siècle[17].
- Chevalier de la Légion d'honneur (2017[27],[28])
- Officier de l'ordre national du Mérite (2022[29])